# Баллисаймон
Баллисаймон (англ. Ballysimon; ирл. Ballysimon) — деревня в Ирландии, находится в графстве Уэксфорд (провинция Ленстер).

## Демография
Население — 223 человека (по переписи 2006 года). В 2002 году население составляло 217 человек.
Данные переписи 2006 года:
| Общие демографические показатели |               |                               |                               |      |      |
| Всё население                    | Всё население | Изменения населения 2002—2006 | Изменения населения 2002—2006 | 2006 | 2006 |
| 2002                             | 2006          | чел.                          | %                             | муж. | жен. |
| 217                              | 223           | 6                             | 2,8                           | 112  | 111  |